# Großriedenthal
Großriedenthal est une commune autrichienne du district de Tulln en Basse-Autriche.